# Pedro Aguirre Cerda
Pedro Aguirre Cerda (6. února 1879 Pocuro – 25. listopadu 1941 Santiago de Chile) byl chilský právník a politik, prezident země v letech 1938 až 1941.
Pocházel z rodiny chudých zemědělců baskického původu, byl sedmý z jedenácti dětí a ve věku osmi let přišel o otce. Vystudoval pedagogický ústav v Santiagu. Pracoval jako učitel španělštiny a stál v čele odborové organizace pracovníků ve školství. Díky státnímu stipendiu vystudoval právo a ekonomii na pařížské Sorbonně. V roce 1915 vstoupil do Chilské radikální strany, za kterou byl poslancem, senátorem a po nástupu Artura Alessandriho do funkce prezidenta zasedal ve vládě jako ministr spravedlnosti a poté ministr vnitra. Období vojenských vlád v letech 1924–1925 a 1927–1930 strávil v exilu. Po návratu působil jako advokát a děkan ekonomické fakulty Universidad de Chile, publikoval také návrh zemědělské reformy, což mu vyneslo přezdívku Don Tinto (narážka na španělské značení pro červené víno „vino tinto“).
V prosince 1938 byl zvolen prezidentem jako kandidát široké levicové koalice nazvané Lidová fronta. Během působení ve funkci usiloval o zlepšení vzdělávacího systému a modernizaci ekonomiky, založil státní úřad pro industrializaci, tzv. CORFO. Přijímal republikánské uprchlíky ze Španělska, prosazoval udělení Nobelovy ceny za literaturu chilské básnířce Gabriele Mistralové. Za jeho vlády však země silně utrpěla katastrofálním zemětřesením v lednu 1939, musel také čelit pokusu generála Ariosta Herrery o vojenský převrat. V roce 1941 mu postupující tuberkulóza znemožnila vykonávat úřad a předal prezidentské pravomoci viceprezidentovi Jerónimu Méndezovi, krátce nato zemřel.
Je po něm pojmenováno jedno z předměstí hlavního města a také Aguirreho průliv mezi Antarktickým poloostrovem a Lemaireovým ostrovem.